# Euris Vidal
Euris Vidal (* 20. Juli 1987; † 22. Dezember 2013 in Santiago de los Caballeros) war  ein dominikanischer Bahn- und Straßenradrennfahrer.

## Sportliche Laufbahn
Euris Vidal wurde 2006 Dritter im Straßenrennen der dominikanischen Straßenradmeisterschaft. Im nächsten Jahr gewann er bei der Panamerikameisterschaft auf der Bahn die Bronzemedaille in der Mannschaftsverfolgung. Auf der Straße war Vidal 2006 auf einem Teilstück der Vuelta al Valle del Cibao erfolgreich und er wurde wieder Dritter der nationalen Meisterschaft. 2008 fuhr er für das Caico Cycling Team. Zuletzt fuhr er für das Predator Cycling Team und beendete 2013 die USA Crits-Serie auf Rang 13.
Am 22. Dezember 2013 versuchte Vidal in Santiago einen Raubüberfall zu verhindern und wurde dabei von einem der Räuber erschossen.

## Erfolge
2010
- eine Etappe Vuelta a la Independencia Nacional

## Teams
- 2008 Caico Cycling Team

- 2010 Mauricio Báez